# Nightmute
Nightmute es una ciudad ubicada en el área censal de Bethel en el estado estadounidense de Alaska. En el censo de 2010 tenía una población de 280 habitantes y una densidad poblacional de 1,07 personas por km².

## Geografía
Nightmute se encuentra en las coordenadas 60°27′51″N 164°50′12″O / 60.46417, -164.83667. Según la Oficina del Censo de los Estados Unidos, Nightmute tiene una superficie total de 261.38 km², de la cual 250.95 km² corresponden a tierra firme y (3.99%) 10.43 km² es agua.

## Demografía
Según el censo de 2010, había 280 personas residiendo en Nightmute. La densidad de población era de 1,07 hab./km². De los 280 habitantes, Nightmute estaba compuesto por el 5% blancos, el 0% eran afroamericanos, el 94.64% eran amerindios, el 0% eran asiáticos, el 0% eran isleños del Pacífico, el 0% eran de otras razas y el 0.36% pertenecían a dos o más razas. Del total de la población el 2.5% eran hispanos o latinos de cualquier raza.